# Ромео и Јулија (филм из 1996)
Ромео и Јулија (енгл. Romeo + Juliet) амерички је љубавни филм из 1996. режисера База Лурмана, модерна адаптација истоимене драме Вилијама Шекспира. Главне улоге тумаче Леонардо Дикаприо и Клер Дејнс.